# Rhacochilus toxotes
Rhacochilus toxotes ist, mit einer maximalen Länge von 47 Zentimeter, die größte Art der Brandungsbarsche (Embiotocidae). Er lebt an der Küste des östlichen Pazifik von Mendocino nördlich von San Francisco bis zum mittleren Niederkalifornien und bei der Insel Guadalupe. Die Fische leben in felsigen Arealen, aber auch im Tangwald und in der Nähe von Anlegestellen in Tiefen bis 46 Metern. Oft bilden sie kleine Schwärme. 
Die Fische werden von Sportanglern und kommerziell gefangen.

## Merkmale
Neben der Größe sind die dicken Lippen das auffälligste Merkmal von Rhacochilus toxotes. Seine Farbe ist variabel, meistens silbrigoliv, der Rücken kann schwärzlich, bläulich oder purpurn sein, unterhalb des Seitenlinienorgans sind sie heller. Auf den Flanken sieht man ein bis zwei dunkle Streifen. Die Brustflossen sind gelb oder orange, die Bauchflossen, manchmal auch die Afterflosse, sind schwärzlich. Jungfische sind bis zu einer Länge von 15 Zentimeter eher rosafarben mit einem dunkeln Streifen auf den Seiten. Die Flossenstrahlen am Beginn des weichstrahligen Teils der Rückenflosse sind etwas länger als die Hartstrahlen.